# كاترين نيفين
كاترين نيفين (بالإنجليزية: Catherine Nevin)‏ هي مجرمة أيرلندية، ولدت في 1 أكتوبر 1950 في أيرلندا الشمالية في المملكة المتحدة، وتوفي بنفس المكان في 19 فبراير 2018.